# Asociación de Críticos de Cine Afroamericanos
La Asociación de Críticos de Cine Afroamericanos (AAFCA) es el grupo más grande del mundo de críticos de cine negros que otorga varios premios anuales a la excelencia en cine y televisión.

## Historia
La asociación fue fundada en 2003 por Gil L. Robertson IV y Shawn Edwards. Se conocieron en la ciudad de Nueva York después de una rueda de prensa, y ambos estaban preocupados por la falta de historias temáticas en la industria cinematográfica de la diáspora africana. En varias semanas, los dos fueron apoyados por otros colegas en su plan para crear una asociación de críticos de cine negro. Ellos redactaron el esquema inicial de la asociación mientras estaban en Los Ángeles. En diciembre de 2003, la Asociación de Críticos de Cine Afroamericanos anunció oficialmente el inicio de su organización y lanzó su primera "Lista de los diez mejores".
En 2019, la asociación comenzó a otorgar premios a programas de televisión en la primavera. AAFCA también se unió a la Asociación de Periodistas Asiáticos Americanos (AAJA), GALECA: La Sociedad de Críticos de Entretenimiento LGBTQ, la Asociación de Periodistas de Entretenimiento Latino (LEJA) y la Asociación en Línea de Críticas de Cine Femenino (OAFFC) para formar los Grupos de Críticos para la Igualdad en los Medios para "ayudar a fomentar una mayor diversidad en el periodismo de entretenimiento" a través de varias iniciativas, incluido un sistema de calificación de "perro guardián". 

## Misión
La asociación revisa activamente el cine en general, pero destaca las películas sobre la experiencia afroamericana. La AAFCA genera conciencia sobre películas con un gran atractivo para la comunidad negra, al tiempo que destaca la importancia de las películas producidas, escritas, dirigidas y protagonizadas por afrodescendientes. Los miembros también se involucran en el trabajo de defensa de los estudiantes interesados en el periodismo y la crítica cinematográfica.
La organización otorga premios para una variedad de categorías. Mejor Largometraje, Mejor Documental, Mejor Actriz, Mejor Actor, Mejor Actriz de Reparto, Mejor Actor de Reparto, Mejor Director, Mejor Película Extranjera, Mejor Guion y Mejor Canción Original. La AAFC también otorga un premio por Logro Especial que ha sido recibido por Jamie Foxx, John Singleton, así como por Spike Lee.

## Membresía
Los miembros de la AAFCA son una gama de periodistas geográficamente diversa que cubren todos los géneros de películas y representan numerosos medios como la televisión, la radiodifusión, en línea y la prensa. La membresía en la AAFCA es solo por invitación, con la aprobación de la Junta de Gobernadores.
Hay tres clasificaciones para la membresía en la AAFCA; miembro activo, miembro asociado y estudiante. Un miembro activo es aquel que escribe crítica cinematográfica regular para un medio con un mínimo de 24 para calificar y debe tener su sede en los Estados Unidos. Una vez aceptado, el miembro activo debe tener una presencia constante en la crítica de las películas comerciales estadounidenses. Un miembro asociado es aquel que escribe la cobertura de una película con regularidad para un medio y debe expresar su afiliación con un organismo de medios establecido proporcionando una carta escrita con membrete de la empresa. Finalmente, se necesita un mínimo de doce muestras de crítica cinematográfica para su consideración. Un miembro estudiante es aquel que asiste a un colegio o universidad acreditada y se especializa en periodismo o medios de difusión.

## Programas especiales
La asociación también ofrece paneles de discusión dirigidos por un miembro de la AAFCA. Uno de esos paneles trata sobre el concepto de diversidad en las películas modernas. Acentúa la comprensión de que cada individuo es especial y diferente. Las diferencias pueden estar relacionadas con la raza, el origen étnico, el estado socioeconómico de género, las capacidades físicas, la orientación sexual, la edad, las capacidades físicas, las creencias religiosas, las creencias políticas u otras ideologías. El panel explora el papel que juega el cine para entenderse unos a otros y para ir más allá de un mensaje simplista de tolerancia a uno de celebración y aceptación de las abundantes dimensiones de la diversidad en cada persona.
Otro panel, titulado "Lo que todo cineasta debe saber sobre los críticos de cine", explora las áreas importantes que los cineastas deben conocer al hacer una película. Los críticos de cine influyen en el éxito y el fracaso de una película a través de sus reseñas, por lo que este panel intenta ayudar a los nuevos cineastas. Se analiza la importancia de las líneas argumentales y la narrativa de la historia en las películas, las deliberaciones que deben llevarse a cabo en el casting de una película y los elementos técnicos e imaginativos cruciales en los que los cineastas deben reflexionar antes de presentar su trabajo al público.
El programa final ofrecido por la AAFCA es el Programa de Críticos Juveniles. Trabajando con los colegios y universidades históricamente negros , la AAFCA selecciona a cuatro estudiantes de periodismo que demuestran un talento y / o interés en el cine para cubrir un evento de promoción cinematográfica como periodista en activo. El proceso de selección de los estudiantes se basa en recomendaciones académicas o del departamento y una entrevista con un miembro de AAFCA. El representante acompaña al estudiante seleccionado para el evento de medios y luego brinda asistencia con el informe final.
En 2017, la AAFCA produjo una serie de proyecciones y paneles en honor al difunto Prince en bibliotecas y museos en Kansas City, Denver, Atlanta y el condado de Broward, Florida. 

## Equipo ejecutivo
- Gil L. Robertson IV - Presidente
- Daryle Lockhart, vicepresidenta de la costa este
- Kathy Williamson, vicepresidenta de la costa oeste
- Etienne Maurice - Ejecutivo creativo

## Junta asesora
- Russell Williams - ganador del Oscar; Profesor de la American University; Cofundador
- Darrell Miller - Fox, Rothschilds, LLP
- Latanya Richardson - Actriz, filántropa
- W. Stephen Temple - Presidente de Gestión de Asuntos Empresariales, Inc
- Ava Duvernay - Cineasta; Presidente de DVA Media & Marketing
- Vicangelo Bullock - Presidente de NAACP - Beverly Hills / Hollywood
- Asante Bradford - Cine, música y entretenimiento digital de Georgia

## Mejor película
| Año  | Ganador                                       | Otros nominados |
| ---- | --------------------------------------------- | --- |
| 2003 | The Lord of the Rings: The Return of the King | - City of God - Dirty Pretty Things - Finding Nemo - In America - The Italian Job - The Last Samurai - Lost in Translation - Mystic River - Tupac: Resurrection                                                              |
| 2004 | Ray                                           | - The Aviator - Baadasssss! - Brother to Brother - Collateral - Finding Neverland - Hotel Rwanda - Million Dollar Baby - Sideways - Woman Thou Art Loosed                                                                    |
| 2005 | Crash                                         | - Batman Begins - Brokeback Mountain - Capote - The Constant Gardener - Good Night, and Good Luck - Hustle & Flow - North Country - Syriana - Walk the Line                                                                  |
| 2006 | Dreamgirls                                    | - Akeelah and the Bee - Bobby - Catch a Fire - The Departed - The Devil Wears Prada - Idlewild - Inside Man - The Last King of Scotland - The Pursuit of Happyness                                                           |
| 2007 | The Great Debaters                            | - American Gangster - Gone Baby Gone - Juno - Michael Clayton - No Country for Old Men - Sweeney Todd: The Demon Barber of Fleet Street - Talk to Me - There Will Be Blood - Things We Lost in the Fire                      |
| 2008 | The Dark Knight                               | - Cadillac Records - The Curious Case of Benjamin Button - Doubt - Iron Man - Milk - Miracle at St. Anna - The Secret Life of Bees - Seven Pounds - Slumdog Millionaire                                                      |
| 2009 | Precious                                      | - American Violet - Goodbye Solo - Good Hair - The Hurt Locker - Medicine for Melancholy - Michael Jackson's This Is It - The Princess and the Frog - Up - Up in the Air                                                     |
| 2010 | The Social Network                            | - Black Swan - Blood Done Sign My Name - The Fighter - For Colored Girls - Frankie and Alice - Get Low - Inception - The King's Speech - Night Catches Us                                                                    |
| 2011 | The Tree of Life                              | - A Better Life - The Descendants - Drive - The Help - Moneyball - My Week with Marilyn - Pariah - Rampart - Shame |
| 2012 | Zero Dark Thirty                              | - Argo - Beasts of the Southern Wild - Django Unchained - Les Misérables - Life of Pi - Lincoln - Middle of Nowhere - Moonrise Kingdom - Think Like a Man                                                                    |
| 2013 | 12 Years a Slave                              | - 42 - American Hustle - Dallas Buyers Club - Fruitvale Station - Gravity - Lee Daniels' The Butler - Mandela: Long Walk to Freedom - Out of the Furnace - Saving Mr. Banks                                                  |
| 2014 | Selma                                         | - The Imitation Game - Theory of Everything - Birdman - Belle - Top Five - Unbroken - Dear White People - Get On Up - Black or White                                                                                         |
| 2015 | Straight Outta Compton                        | - Creed - Mad Max: Fury Road - Beasts of No Nation - The Martian - 3 1/2 Minutes and Dope - Chi-Raq - Carol - The Big Short - The Danish Girl                                                                                |
| 2016 | Moonlight                                     | - Fences - Hidden Figures - Lion - La La Land - The Birth of a Nation - Loving - Manchester by the Sea - Hell or High Water - Queen of Katwe                                                                                 |
| 2017 | Get Out                                       | - Three Billboards Outside Ebbing, Missouri - Coco - Girls Trip - Detroit - Call Me by Your Name - The Shape of Water - Gook - Crown Heights - Marshall                                                                      |
| 2018 | Black Panther                                 | - If Beale Street Could Talk - The Hate U Give - A Star Is Born - Quincy - Roma - Blindspotting - The Favourite - Sorry to Bother You - Widows                                                                               |
| 2019 | Us                                            | - Us - Dolemite Is My Name - Just Mercy - Clemency - The Irishman - Queen & Slim - Waves - Parasite and Atlantics - The Farewell - Harriet                                                                                   |
| 2020 | Pospuesto por la pandemia del Covid-19.       | Pospuesto por la pandemia del Covid-19. |
| 2021 | Judas and the Black Messiah                   | - Judas and the Black Messiah - La madre del blues - Da 5 Bloods: Hermanos de armas - Los Estados Unidos contra Billie Holiday - Miss June - American Skin - Una noche en Miami - La noche de los reyes - Minari - Nomadland |
| 2022 | The Harder They Fall                          | - House of Gucci - The Harder They Fall - Respect - King Richard - West Side Story - Who We Are: A Chronicle of Racism in America - La tragedia de Macbeth - The Power of Dof - Belfast - Passing                            |